# André Zimmermann
André Zimmermann (Maisonsgoutte, 20 de febrero de 1939 - Bajo Rin, 5 de noviembre de 2019) fue un ciclista francés, profesional entre 1963 y 1969.

## Palmarés
1963
- Tour del Porvenir, más 2 etapas
- 1 etapa de la Ruta de Francia

1966
- Gran Premio d'Aix-en-Provence

## Resultados en las grandes vueltas
| Carrera | Carrera         | 1963 | 1964 | 1965 | 1966 | 1967 | 1968 | 1969 |
| ------- | --------------- | ---- | ---- | ---- | ---- | ---- | ---- | ---- |
|         | Giro de Italia  | —    | 36.º | 17.º | 23.º | Ab.  | —    | 26.º |
|         | Tour de Francia | —    | 12.º | —    | —    | —    | Ab.  | —    |
|         | Vuelta a España | —    | —    | —    | —    | 29.º | —    | —    |

—: no participa 

Ab.: abandono